# Quilla de balance

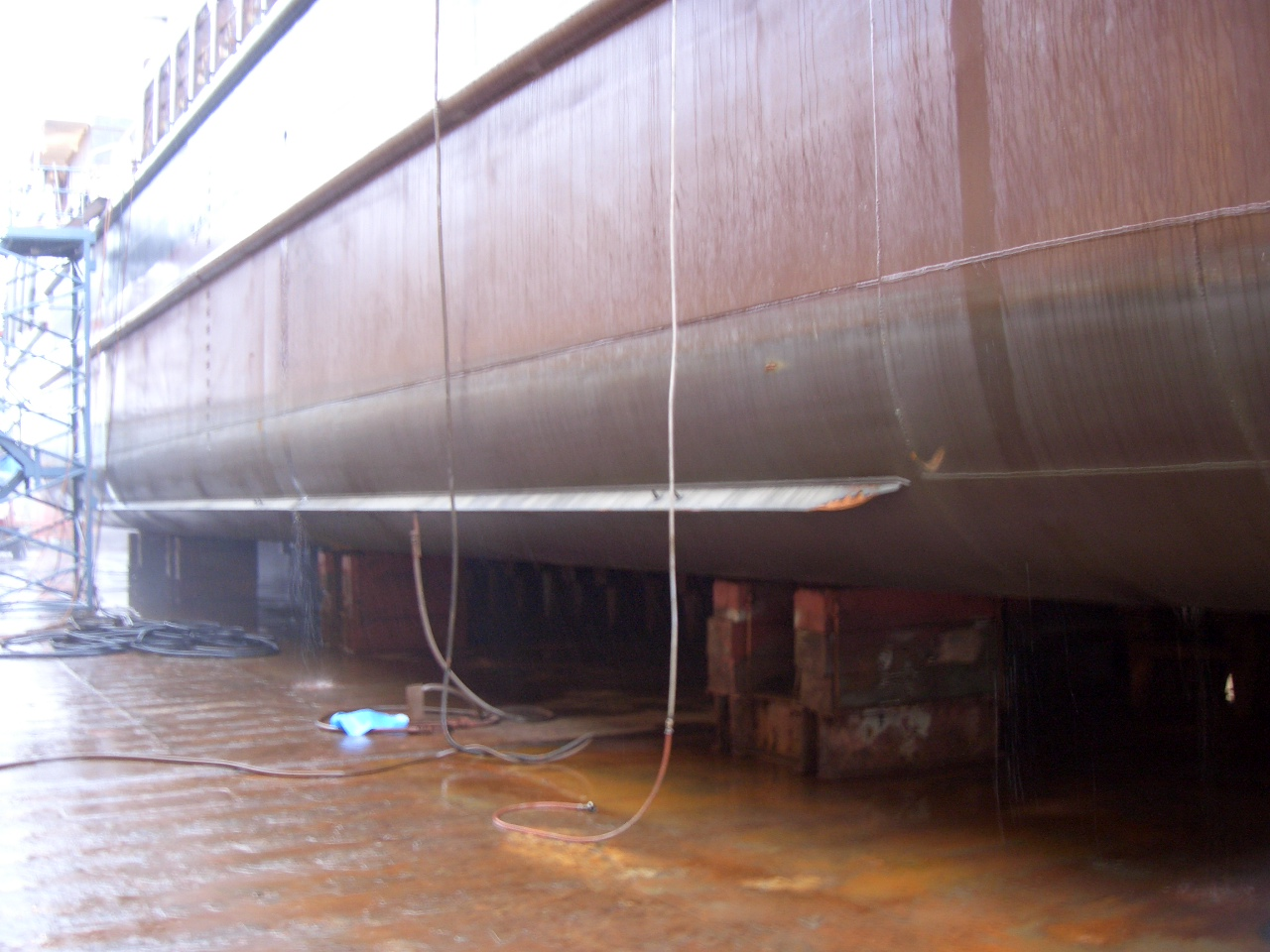
Vista de la quilla de balance.

En náutica, la quilla de balance, quilla de pantoque, aletas estabilizadoras o aletas de quilla son las piezas planas colocadas a lo largo del pantoque en toda la extensión de la sección prismática del casco, con el fin de reducir el efecto del balance lateral de las embarcaciones. Se trata de quillas fijas que oponen resistencia al movimiento de balance pero poca fricción al de avance.
Los buques modernos de pasaje poseen aletas estabilizadoras accionadas por un ordenador que actuando como timones de profundidad de un sumergible contrarrestan o minimizan el movimiento de balance haciendo más confortable la navegación. Conocido es el transatlántico SS Imperator que por su balanceo excesivo se le llamaba SS Limperator (campanero en alemán).

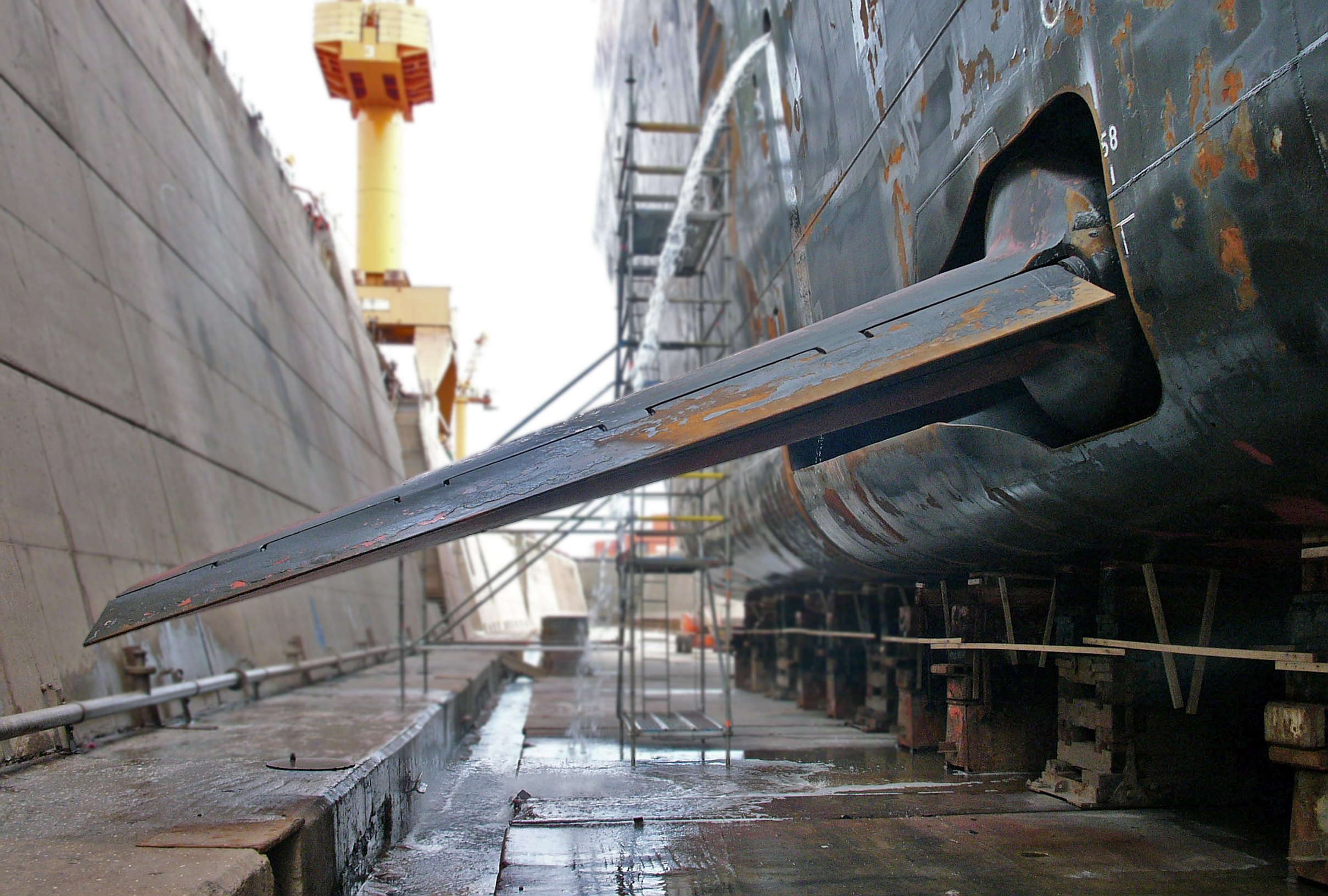
Aleta estabilizadora del buque alemán de investigación Polarstern.

La quilla de balance actúa como las aletas branquiales de un pez, y al igual que en estos se instala una a estribor y otra a babor.
En la fotografía se observa el costado de un buque en dique seco efectuando tareas de limpieza y pintado del casco, la quilla de pantoque es la aleta de la parte inferior.